# 左燁
左燁（1430年—？），字仲輝，直隸寧國府涇縣人，明朝政治人物。進士出身。

## 生平
景泰四年（1453年）癸酉科應天府鄉試第十三名。天順八年（1464年）甲申科會試第一百四十三名，殿試登進士第二甲第二十二名。

## 家族
曾祖父左處中，曾任訓科。祖父左有昂，曾任訓科，贈監察御史。父亲左孟卿。